# 塔夫里切斯科耶 (鄂木斯克州)
塔夫里切斯科耶（羅馬化：Tavricheskoye）是俄罗斯鄂木斯克州的工人村（市级镇）、塔夫里切斯科耶区行政中心及规模最大聚居地，地处鄂木斯克州南部，位于州府鄂木斯克东南方。
镇名来自于克里米亚地区希腊语旧称的俄化称呼“塔夫里卡”。该地2021年人口有12,438人；2010年人口13,141；2002年人口13,222；1989年人口12,261。